# 罗天
罗天（1920年—2001年），男，广东普宁人，中华人民共和国政治人物。

## 生平
罗天是广东省普宁县大南山镇人。1941年，任中共揭阳县委书记。1961年，任广东省人民委员会副省长兼农办主任和广东省农科院院长。1979年，任广东省人大常委会副主任。1983年，升任主任。